# Iran i olympiska vinterspelen 2010
Iran deltog med fyra deltagare vid de olympiska vinterspelen 2010 i Vancouver. Ingen av landets deltagare erövrade någon medalj.

## Alpin skidåkning
- Marjan Kalhor
- Hossein Saveh Shemshaki
- Pouria Saveh Shemshaki

## Längdskidåkning
- Seyed Sattar Seyd